# Königshofen an der Heide
Königshofen an der Heide (fränkisch: Kinshoff, bis 1956: Königshofen) ist ein Gemeindeteil des Marktes Bechhofen im Landkreis Ansbach (Mittelfranken, Bayern). Die Gemarkung Königshofen a.d.Heide hat eine Fläche von 5,215 km². Sie ist in 932 Flurstücke aufgeteilt, die eine durchschnittliche Fläche von 5595,89 m² haben. In ihr liegen neben dem namensgebenden Ort die Gemeindeteile Oberkönigshofen und Weihermühle.

## Geografie
Das Pfarrdorf liegt am Ochsengraben, ein linker Zufluss des Mühlgrabens, der von rechts in die Wieseth mündet. Die Staatsstraße 2220 führt nach Burk (4,5 km südwestlich) bzw. nach Bechhofen (1,5 km nördlich). Die Kreisstraße AN 54 führt nach Rohrbach (1,2 km nördlich) bzw. an der Weihermühle vorbei nach Birkach (1,8 km östlich).

## Geschichte
Bevor sich das Kloster Heilsbronn dort ansiedelte, gab es sechs Grundherrschaften: das Stift Herrieden, die Grafen von Truhendingen, die Herren von Dietenhofen und von Holzingen, die Markgrafen und die Herren von Seckendorff. Die Güter der vier Erstgenannten kamen durch Kauf und Tausch an Heilsbronn. Die drei übrig gebliebenen Herrschaften lagen im ständigen Streit über die jeweiligen Ansprüche.
Das Marienmünster Königshofen war eine ehemalige Wallfahrtskirche und wurde 1396 eingeweiht. 1422 wurde von Katharina Knoll ein Kloster gegründet, ebenfalls der Maria geweiht, und das Marienmünster wurde zur Klosterkirche. Mit dem Einzug der Reformation wurde die Klosterkirche 1565 zur evangelisch-lutherischen Pfarrkirche, was sie bis heute noch ist. Laut einer Inschrift in der Kirche wurde die Kirche im Dreißigjährigen Krieg am 10. August 1632 von Kroaten eingeäschert. Das Feuer griff auch auf Wohnhäuser über und tötete 114 Einwohner. Erst 1658 begann man mit dem Wiederaufbau, der erst 1723 auf Kosten des damaligen Eichstättischen Bischofs Johann Anton I. vollendet werden konnte.
Königshofen lag im Fraischbezirk des ansbachischen Oberamtes Wassertrüdingen. Die Dorf- und Gemeindeherrschaft wurde im jährlichen Wechsel vom eichstättischen Kasten- und Stadtvogteiamt Ornbau und dem ansbachischen Verwalteramt Waizendorf ausgeübt. Gegen Ende des 18. Jahrhunderts gab es in Königshofen 49 Anwesen. Grundherren waren
- ansbachische Ämter (26 Anwesen; Verwalteramt Waizendorf: 1 Schenk- und Braustatt, 1 Hof, 21 Güter, 1 Gütlein, 1 Häuslein; Kastenamt Wassertrüdingen: 1 Gut)
- der Hochstift Eichstätt (23 Anwesen; Vogtei Königshofen: 1 Wirtschaft mit Braustatt, 1 Schmiede, 1 Badstube, 1 Bäckerei, 8 Gütlein, 2 halbe Gütlein, 1 Haus, 6 Häuslein, 2 Halbhäuslein)

Außerdem gab es eine Kirche, ein Pfarrhaus, ein Schulhaus und ein Gemeindehirtenhaus.
Von 1797 bis 1808 unterstand der Ort dem Justiz- und Kammeramt Wassertrüdingen.
Im Jahre 1806 kam Königshofen an das Königreich Bayern. Infolge des Gemeindeedikts wurde 1809 der Steuerdistrikt und die Ruralgemeinde Königshofen gebildet, zu dem bzw. zu der Birkach, Burgstallmühle, Fröschau, Heinersdorf, Oberkönigshofen, Röttenbach, Rottnersdorf und Weihermühle gehörten. Mit dem Zweiten Gemeindeedikt (1818) entstanden zwei Ruralgemeinden:
- Birkach mit Burgstallmühle, Fröschau, Heinersdorf, Röttenbach und Rottnersdorf
- Königshofen mit Oberkönigshofen und Weihermühle.[11][12]

Die Gemeinde Königshofen war in Verwaltung und Gerichtsbarkeit dem Landgericht Wassertrüdingen zugeordnet und in der Finanzverwaltung dem Rentamt Wassertrüdingen (1919 in Finanzamt Wassertrüdingen umbenannt, 1932–1973 Finanzamt Gunzenhausen, seit 1973 Finanzamt Ansbach). Die Gerichtsbarkeit blieb beim Landgericht Wassertrüdingen (1879 in Amtsgericht Wassertrüdingen umbenannt), von 1956 bis 1970 war das Amtsgericht Gunzenhausen zuständig und von 1970 bis 1973 das Amtsgericht Dinkelsbühl, das seit 1973 eine Zweigstelle des Amtsgerichtes Ansbach ist. Die Verwaltung übernahm 1862 das neu geschaffene Bezirksamt Dinkelsbühl (1939 in Landkreis Dinkelsbühl umbenannt). Mit der Auflösung des Landkreises Dinkelsbühl im Jahr 1972 kam Königshofen an den Landkreis Ansbach. Die Gemeinde hatte 1964 eine Gebietsfläche von 5,203 km².
Im Zuge der Gebietsreform in Bayern wurde Königshofen am 1. Juli 1971 nach Bechhofen eingemeindet.

### Baudenkmäler
In Königshofen gibt es fünf Baudenkmäler:
- Lindenstraße 2: Wohnstallhaus, eingeschossiger traufständiger Satteldachbau, mit Zwerchhaus und Fachwerkgiebel, bez. 1850.
- Münsterstraße 18: evangelisch-lutherisches Pfarrhaus, zweigeschossiger giebelständiger Satteldachbau, risalitförmig gestalteter Erker mit Treppengiebel, mit Natursteingliederungen und neugotischen Elementen, ausgehendes 19. Jahrhundert
- Münsterstraße 20: evangelisch-lutherische Pfarrkirche, ehemals Wallfahrtskirche Beatae Mariae Virginis, dreischiffige Basilika, Südvorhalle zweite Hälfte 14. Jahrhundert, Erweiterung Mitte 15. Jahrhundert, nach Brand 1632 Umgestaltung der Staffelhalle zur Basilika, Turm im südlichen Chorwinkel (nördl. im 19. Jahrhundert abgetragen); mit Ausstattung
- Münsterstraße 21: ehemaliges Schulhaus, heute Gemeindehaus, zweigeschossiger Walmdachbau in Ecklage, teilweise Fachwerk verputzt, Ende 18. Jahrhundert
- Steingasse 2: Wohnstallhaus, massives eingeschossiges Gebäude mit Steildach, 1848; anschließendes Nebengebäude, eingeschossiger Satteldachbau, mit Fachwerkgiebel, Mitte 19. Jahrhundert; Stall- und Scheunengebäude, eingeschossiger massiver Satteldachbau, wohl zweite Hälfte 19. Jahrhundert

### Bodendenkmäler
In der Gemarkung Königshofen gibt es mittelalterliche und frühneuzeitliche Befunde im Bereich der Pfarrkirche

### Einwohnerentwicklung
Gemeinde Königshofen
| Jahr      | 1818   | 1840   | 1852   | 1855   | 1861   | 1867   | 1871   | 1875   | 1880   | 1885   | 1890   | 1895   | 1900   | 1905   | 1910   | 1919   | 1925   | 1933   | 1939   | 1946   | 1950   | 1952   | 1961   | 1970   |
| Einwohner | 358    | 370    | 376    | 356    | 348    | 361    | 354    | 349    | 370    | 385    | 360    | 338    | 363    | 354    | 378    | 376    | 358    | 389    | 390    | 543    | 534    | 494    | 448    | 454    |
| Häuser    | 64     | 65     |        |        |        |        | 80     |        |        | 81     | 78     |        | 80     |        |        |        | 83     |        |        |        | 91     |        | 96     |        |
| Quelle    | [ 18 ] | [ 19 ] | [ 20 ] | [ 20 ] | [ 21 ] | [ 22 ] | [ 23 ] | [ 24 ] | [ 25 ] | [ 26 ] | [ 27 ] | [ 20 ] | [ 28 ] | [ 20 ] | [ 29 ] | [ 20 ] | [ 30 ] | [ 20 ] | [ 20 ] | [ 20 ] | [ 31 ] | [ 20 ] | [ 13 ] | [ 32 ] |

Ort Königshofen
| Jahr      | 001818 | 001840 | 001861 | 001871 | 001885 | 001900 | 001925 | 001950 | 001961 | 001970 | 001987 | 002001 | 002011 | 002017 | 002023 |
| Einwohner | 312    | 331    | 318    | 326    | 359    | 335    | 328    | 498    | 416    | 421    | 485    | 991    | 836    | 872    | 866    |
| Häuser    | 57     | 61     |        |        | 75     | 74     | 78     | 86     | 91     |        | 140    |        |        |        |        |
| Quelle    | [ 18 ] | [ 19 ] | [ 21 ] | [ 23 ] | [ 26 ] | [ 28 ] | [ 30 ] | [ 31 ] | [ 13 ] | [ 32 ] | [ 33 ] | [ 34 ] |        | [ 35 ] | [ 1 ]  |

## Religion
Der Ort ist seit der Reformation evangelisch-lutherisch geprägt und Sitz der Pfarrei St. Maria. Die Einwohner römisch-katholischer Konfession sind nach Herz Jesu gepfarrt.

## Persönlichkeiten
- Karl von Brandt (1816–1890), bayerischer Generalleutnant